# Trollsåstjärnen
Trollsåstjärnen är en sjö i Krokoms kommun i Jämtland och ingår i Indalsälvens huvudavrinningsområde. Sjön har en area på 0,138 kvadratkilometer och ligger 356 meter över havet.

## Delavrinningsområde
Trollsåstjärnen ingår i det delavrinningsområde (702450-142665) som SMHI kallar för Utloppet av Trollsåstjärnen. Medelhöjden är 354 meter över havet och ytan är 1,29 kvadratkilometer. Det finns inga avrinningsområden uppströms utan avrinningsområdet är högsta punkten. Vattendraget som avvattnar avrinningsområdet har biflödesordning 3, vilket innebär att vattnet flödar genom totalt 3 vattendrag innan det når havet efter 272 kilometer. Avrinningsområdet består mestadels av skog (22 procent), jordbruk (13 procent) och sankmarker (53 procent). Avrinningsområdet har 0,14 kvadratkilometer vattenytor vilket ger det en sjöprocent på 10,6 procent.